# Стипаков, Евгений Григорьевич
Евгений Григорьевич Стипаков (род. 17 апреля 1945) — советский и российский врач, государственный деятель.

## Биография
Окончил Ивановский медицинский институт им. А. С. Бубнова. В советское время работал главным врачом ивановской городской клинической больницы № 2. Был членом КПСС. В 1989 году был избран депутатом Верховного Совета СССР от Ивановского городского территориального избирательного округа № 166.
В новой России Стипаков оставался в политике. С 1998 по 2006 год был главным врачом ивановской городской клинической больницы № 7. До 2005 года являлся депутатом Ивановской городской думы.
На выборах в Ивгордуму в декабре 2005 года в качестве действующего депутата баллотировался по округу № 20. По результатам голосования получил 6,90 %, заняв шестое место из семи кандидатов (победу одержал Сергей Куприянов с 18,48 %).

## Награды
13 апреля 1999 года Евгений Григорьевич за заслуги в области здравоохранения и многолетнюю добросовестную работу, был удостоен Почетного звания «Заслуженный врач Российской Федерации».